# همام بن يحيى
همام بن يحيى بن دينار هو عالمٌ مسلمٌ من علماء الحديث النبوي، وُلِدَ بعد 80 هـ وتُوفيَ في رمضان عام 163 هـ. يُكنى بأبي بكر، وأبي عبد الله العوذي المحلمي البصري من موالي بني عوذ وهم بطن من الأزد، وكان أبوه قصابًَّا بالبصرة.

## روايته للحديث النبوي
- حدّث عن: الحسن، وأنس بن سيرين، وعطاء بن أبي رباح، ونافع مولى ابن عمر، ويحيى بن أبي كثير، وأبي جمرة الضبعي، وأبي عمران الجوني، وأبي التياح، وثابت البناني، وعلي بن زيد، وقتادة بن دعامة، وزيد بن أسلم، وإسحاق بن عبد الله بن أبي طلحة، وابن جحادة، وشقيق أبي ليث، ومطر الوراق، وابن جريح وخلق، وينزل إلى زياد بن سعد، وإلى سفيان بن عيينة، وذلك في أبي داود والنسائي.[1]
- حدّث عنه: سفيان الثوري، مع تقدمه، وعبد الله بن المبارك، وابن علية، ووكيع بن الجراح، ويزيد، وعبد الرحمن بن مهدي، وأبو علي الحنفي والمقرئ، وعبد الله بن رجاء الغداني، وأبو نعيم الفضل بن دكين، ومحمد بن سنان العوقي، وأبو الوليد الطيالسي، وعفان بن مسلم الصفار، وعمرو بن عاصم، وحبان بن هلال، وحجاج بن منهال، وأبو داود، ومسلم بن إبراهيم، وعلي بن الجعد، وأبو سلمة التبوذكي، وشيبان بن فروخ، وهدبة بن خالد، وسهل بن بكار، ومحمد بن كثير العبدي، وأبو عمر الحوضي، وخلق سواهم.[2]
- منزلته في الجرح والتعديل: قال أحمد بن حنبل: «همام ثبت في كل المشايخ»، وقال يحيى بن معين: «كان يحيى بن سعيد يروي عن أبان العطار، ولا يروي عن همام، وكان همام أفضل عندنا»، وقال عبد الرحمن بن مهدي: «همام عندي في الصدق مثل ابن أبي عروبة»، وقال عبد الله بن المبارك: «همام ثبت في قتادة»، وقال ابن عدي: « أشهر وأصدق من أن يذكر له حديث منكر أوله حديث منكر وأحاديثه مستقيمة عن قتادة، وهو مقدم أيضا في يحيى بن أبي كثير وعامة ما يرويه مستقيم».[1]